# Xosé Lois García Fernández
Xosé Lois García Fernández   (Lugo, 22 d'abril de 1945) és un poeta i escriptor gallec. Resideix a Barcelona des de 1965 on ha dirigit l'arxiu històric municipal de Sant Andreu de la Barca.

## Obres
- Do Faro ao Miño, 1978 (poemari)
- Aquarium, 1982 (poemari)
- Paixón e rito, 1993 (poemari)
- Círculo de luz e xisto, 1994 (poemari)
- Rosto incompleto, 1996
- Falo de Baco, 1998 (poemari)
- O som das águas lentas, 1999
- Sambizanga, 1999.